# جائزة ألمانيا الكبرى للدراجات النارية 1993
جائزة ألمانيا الكبرى للدراجات النارية 1993 هو سباق دراجات نارية أقيم بتاريخ 13 يونيو 1993 في حلبة هوكنهايم. كان الجولة السادسة من أصل 14 في سباق الجائزة الكبرى للدراجات النارية موسم 1993. فاز الأسترالي داريل بيتي بفئة 500 سي سي بينما جاء الأمريكي كيفن شوانتز في المركز الثاني وحصل على المركز الثالث الياباني شينيتشي إيتو.

## وصلات خارجية
- الموقع الرسمي